# Cotoneaster assadii
Cotoneaster assadii är en rosväxtart som beskrevs av M. Khatamsaz. Cotoneaster assadii ingår i släktet oxbär, och familjen rosväxter. Inga underarter finns listade i Catalogue of Life.